# Бургхаузен
Бургхаузен (њем. Burghausen) град је у њемачкој савезној држави Баварска. Једно је од 24 општинска средишта округа Алтетинг. Према процјени из 2010. у граду је живјело 18.155 становника. Посједује регионалну шифру (AGS) 9171112.

## Географски и демографски подаци
Бургхаузен се налази у савезној држави Баварска у округу Алтетинг. Град се налази на надморској висини од 421 метра. Површина општине износи 19,8 km². У самом граду је, према процјени из 2010. године, живјело 18.155 становника. Просјечна густина становништва износи 917 становника/km².

## Међународна сарадња
| Мјесто | Држава    | Врста сарадње | Од    |
| ------ | --------- | ------------- | ----- |
|        | Француска | партнерство   | 1975. |
| Извор  |           |               |       |